# Konrad Nilsson
Konrad Malkolm Nilsson, född 11 november 1907 i Äsphult i Kristianstads län, död 22 oktober 1970 i Östra Hoby församling, var en svensk målare och tecknare. 
Han var son till lantbrukaren Nils Persson och Matilda Thorsson. Han studerade konst vid Académie de la Grande Chaumière i Paris och som privatelev till Ove Olson samt genom självstudier under resor till Spanien, Portugal, Grekland och Österrike. Han var under några år bosatt och verksam som konstnär i Frankrike. Separat ställde han bland annat ut på Metropol i Malmö och i Paris. Han medverkade ett flertal gånger i konstnärsgruppen Les Surindépendants utställningar på Musée d'art moderne de Paris. Hans konst består av figurer, stilleben och  landskapsskildringar i en nyrealistisk stil utförda i olja samt teckningar.